# Мартуфелло
Фабрицио Матурани (итал. Fabrizio Maturani, известный как Мартуфелло (итал. Martufello); род. 21 декабря 1951, Сецце) — итальянский комик, артист кабаре, юморист и актёр.

## Биография
Фабрицио Матурани родился в Сецце в 1951 году.
С детства у него было сильное чувство юмора и карикатуризма, в деревне его имя ассоциировалось «Фаббрицио» с типичной интонацией Чочара, пока однажды его мать «переименовал» его в Маурицио, откуда он начал свою карьеру комика и стендап-комика на деревенских праздниках родного городка и в клубах провинции Латина. Во время одного из его шоу в Латине его замечает менеджер, который, в свою очередь, сообщает о нём Пьеру Франческо Пингиторе. Последний, ближе к концу 1970-х годов, зовет его помощником шутника в театральную труппу «Il Bagaglino».
Впоследствии Мартуфелло связывает свою карьеру с Il Bagaglino, став со временем одним из самых представительных участников театральных, теле- и киношоу, устраиваемых группой, вплоть до 2011 года (год роспуска компании). В 1980-е годы он также исполнял небольшие роли в некоторых фильмах Стено («Танго ревности», «Бонни и Клайд по-итальянски» и «Идеальное приключение»), в подвергнутом цензуре фильме W la foca Нандо Цицеро и последнем фильме режиссёра Ренцо Арборе "FF.SS." - Cioè: "...che mi hai portato a fare sopra a Posillipo se non mi vuoi più bene?".
В 1995 году Мартуфелло написал сборник анекдотов под названием Di più, nin zo', в котором представил свои скетчи, основанные на образе «Бурино» (как он сам себя определяет); в том же году он стал главным героем фильма Chiavi in mano Мариано Лауренти.
С сентября 2014 года он был частью актёрского состава итальянского игрового шоу Avanti un altro! на Canale 5. 25 июля 2015 года Фабрицио Матурани попал в дорожно-транспортное происшествие в Ветралле, сообщив о переломе носовой перегородки и различных других ушибах головы и ног.

## Фильмография (избранное)
- Бонни и Клайд по-итальянски (1982)